# Farhad Khalilov
Farhad Khalilov (en azerí: Fərhad Xəlilov) es un pintor de Azerbaiyán, Artista del pueblo de la República de Azerbaiyán y Presidente de la Unión de Artistas de Azerbaiyán.

## Biografía
Farhad Khalilov nació el 26 de octubre de 1946 en Bakú. En 1961-1966 estudió en la escuela de Bellas Artes en nombre de Azim Azimzade en Bakú. Después continuó sus estudios en la Academia de Arte e Industria de Moscú en nombre de Stroganov y la Universidad Estatal de Prensa de Moscú en 1969-1975. Los motivos de Absheron ocupan un lugar importante en las obras de Farhad Khalilov.
En 1987 fue elegido como el presidente de la Unión de Artistas de Azerbaiyán. Las obras del artista se exhiben en los países de la Unión Soviética, en la Galería Tretiakov y también en Europa.

## Premios y títulos
- Artista del pueblo de la República de Azerbaiyán (artes escénicas) (2002)
- Orden Shohrat (2006)
- Orden Sharaf (2016)[6]